# Stacy Piagno
Stacy Piagno (født 7. marts 1991) er medlem af USAs damelandshold i baseball, der vandt guld i Pan American Games 2015.

## Spillerkarriere
Piagno spillede college-softball på University of Tampa.
 Den 23. juli 2015 (i en kamp mod Puerto Rico i Pan American Games) kastede Piagno den første no-hitter i kvinde-baseball. Juni 2016 har hun skrevet kontrakt med Sonoma Stompers, der spiller i Pacific Association of Professional Baseball Clubs.

## Eksterne links
- Stacy Piagno på Team USA